# Achryson meridionale
Achryson meridionale é uma espécie de coleóptero da tribo Achrysonini (Cerambycinae); com distribuição restrita ao Brasil (Paraná e Santa Catarina).

## Sistemática
- Ordem Coleoptera
  - Subordem Polyphaga
    - Infraordem Cucujiformia
      - Superfamília Chrysomeloidea
        - Família Cerambycidae
          - Subfamília Cerambycinae
            - Tribo Achrysonini
              - Gênero Achryson
                - A. meridionale Martins, 1976